# نجوع العرب
قرية نجوع العرب هي إحدى القرى التابعة لمركز الصف في محافظة الجيزة في جمهورية مصر العربية. حسب إحصاءات سنة 2006، بلغ إجمالي السكان في نجوع العرب 13175 نسمة، منهم 6691 رجل و6484 امرأة.